# Ешкиольмес (Ескильдинский район)
Ешкиольмес (каз. Ешкіөлмес) — село в Ескельдинском районе Жетысуской области Казахстана. Входит в состав Карабулакской поселковой администрации. На севере граничит с посёлком Карабулак. Код КАТО — 196430400.

## Население
В 1999 году население села составляло 1258 человек (599 мужчин и 659 женщин). По данным переписи 2009 года, в селе проживал 1121 человек (547 мужчин и 574 женщины).